# 大塚栄三郎
大塚 栄三郎（おおつか えいざぶろう、1953年11月12日 - ）は、東京都出身の元騎手・元調教助手。身長155cm、体重52kg、血液型A型。

## 来歴
中学卒業後は3年間板前として修行し、18歳の頃からは中山・吉野勇厩舎で修行を積み、1977年に騎手免許を取得。同期には根本康広、猿橋重利らがいる。3月5日の中山第4競走4歳未勝利・スタービートで初騎乗初勝利を挙げ、最優秀新人賞を受賞。3年目の1979年には北海道3歳ステークスをカツルーキーオーで制し、重賞初勝利を挙げる。1984年には地方で初騎乗、初勝利を挙げる。1987年からはフリーとなり、1990年、1992年、1997年にはフェアプレー賞を受賞。1993年10月17日には京都で京都新聞杯のマイネルリマークなど騎乗する予定であったが、前日深夜まで飲食をしたために同場の調整ルーム入りが3時間遅れ、なおかつ連絡を怠り、その日の全レースが騎乗停止となる。1996年10月26日には藤原英幸のゴール前の鞭の使い方に不満を持ち、着順確定前の検量室で同騎手を殴打し、開催日4日間の騎乗停止となる。現役時は「逃げの大塚」と呼ばれて人気を博したが、2003年以降は騎乗数が激減。その頃から藤沢和雄厩舎で手伝いをしながら、同厩舎で調教助手に転身するつもりだったが、年齢と賃金を理由に断られていた。
2006年2月28日付けで現役を引退。同年の引退時には、平地の現役最高齢騎手であった（前年に岡部幸雄が引退したことで大塚が現役最高齢となったため）。
引退後は調教助手転身を希望するが、当時各厩舎に調教助手の空きがなく、さらに当時52歳ということで当初は進路未定となっていたが、後に高松邦男厩舎所属の調教助手となる。その後は高市圭二厩舎で調教厩務員を務めたのち、武藤善則厩舎で再度調教助手となっている。2011年には競馬情報サイト『ロンシャン』に在籍。

## 騎手成績
| 通算成績 | 1着 | 2着 | 3着 | 4着以下 | 騎乗数 | 勝率 | 連対率 |
| -------- | --- | --- | --- | ------- | ------ | ---- | ------ |
| 平地     | 612 | 675 | 694 | 5745    | 7726   | .079 | .167   |
| 障害     | 0   | 0   | 0   | 2       | 2      | .000 | .000   |
| 計       | 612 | 675 | 694 | 5747    | 7728   | .079 | .167   |

### 主な騎乗馬
※斜体は地方競馬主催の交流競走。
- カツルーキーオー（1979年北海道3歳ステークス）
- ドウカンヤシマ（1983年函館記念、1984年日刊スポーツ賞金杯、1985年東京新聞杯）
- ハツノアモイ（1986年フェブラリーハンデキャップ）
- サニーライト（1986年スプリングステークス）
- ミスターブランディ（1989年関屋記念）
- ジムクイン（1990年中山牝馬ステークス）
- ハシノケンシロウ（1990年福島記念、1991年カブトヤマ記念、1993年新潟大賞典）
- マイネルリマーク（1993年共同通信杯4歳ステークス）
- ヒダカハヤト（1994年日刊スポーツ賞金杯、カブトヤマ記念）
- マイスーパーマン（1994年関屋記念）
- アブクマレディー（1999年クラスターカップ）
- キングデール（1999年サラブレッドチャレンジカップ）

その他
- ダスゲニー
- ホクトベガ
- ミスタートウジン
- ホッカイルソー
- ノーブルグラス
- ユキノサンロイヤル